# 赫德森冰原島峰
70°54′S 65°17′E / 70.900°S 65.283°E
赫德森冰原島峰（英語：Hudson Nunatak）是南極洲的冰原島峰，位於麥克羅伯特森地，處於比舍山以西5公里，屬於查爾斯王子山脈中阿拉米斯山脈的一部分，現時由南極條約體系管理。